# Bienenameisen
Bienenameisen oder Bienenwespen zählen zur Insektenordnung der Hautflügler (Hymenoptera). Innerhalb dieser stehen sie als Gattung Mutilla  in der Familie Ameisenwespen (Mutillidae) der Unterordnung der Taillenwespen (Apocrita). Zuweilen wird der Begriff Bienenameisen oder Bienenwespen auch für die gesamte Familie der Ameisenwespen verwendet.
Die Arten M. europaea, M. mikado und M. saltensis wurden in der Vergangenheit oft nur als Unterarten angesehen. M. marginata wurde oft auch als M. differens bezeichnet oder mit M. europaea verwechselt. Da nicht immer klar ist, auf welche der Arten sich Quellen zur Lebensweise der Tiere beziehen, werden hier alle vier Arten zusammen betrachtet.
Die Bienenameisen sind die einzigen Vertreter der Ameisenwespen, für die Hummeln (Bombus) als Wirte bekannt sind. Es gibt Nachweise über die Parasitierung von über 20 unterschiedlichen Hummelarten aus Europa, dem Kaukasus und Japan. Die ersten außerordentlich exakten Untersuchungen zum Verhalten der Bienenameisen in Hummel-Nestern stammen von Johann Ludwig Christ und wurden schon 1791 veröffentlicht. Die bisher angesehenste wissenschaftliche Arbeit veröffentlichte der österreichische Entomologe E. Hoffer gegen Ende des 19. Jahrhunderts. Bis in das erste Drittel des 20. Jh. gab es außerdem sichere Berichte über das Vorkommen von Bienenameisen bei Honigbienen mit teilweise beträchtlichen Schäden in der Imkerei (siehe Ameisenwespen).

## Arten (Auswahl)
- Mutilla europaea
- Mutilla laevigata
- Mutilla marginata
- Mutilla mikado
- Mutilla quinquemaculata
- Mutilla saltensis